# Alerón (automóvil)

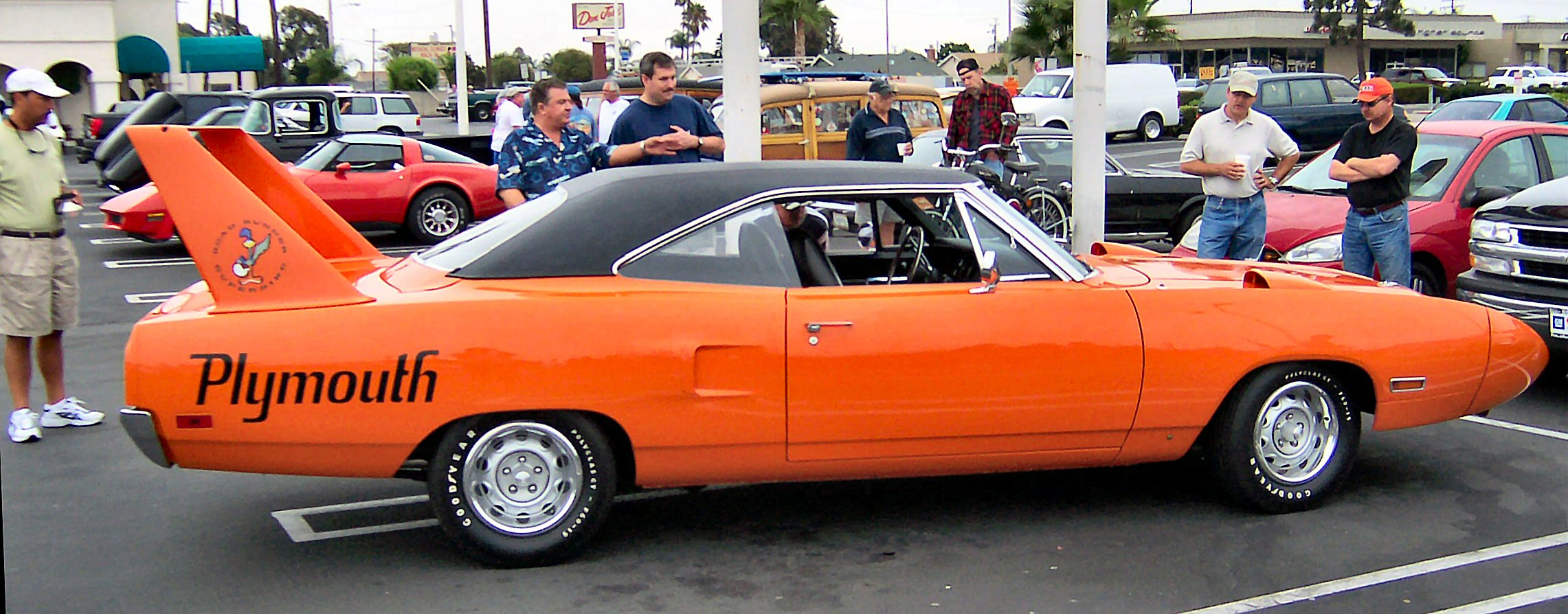
El Plymouth Superbird es famoso por su elevado alerón trasero de fábrica

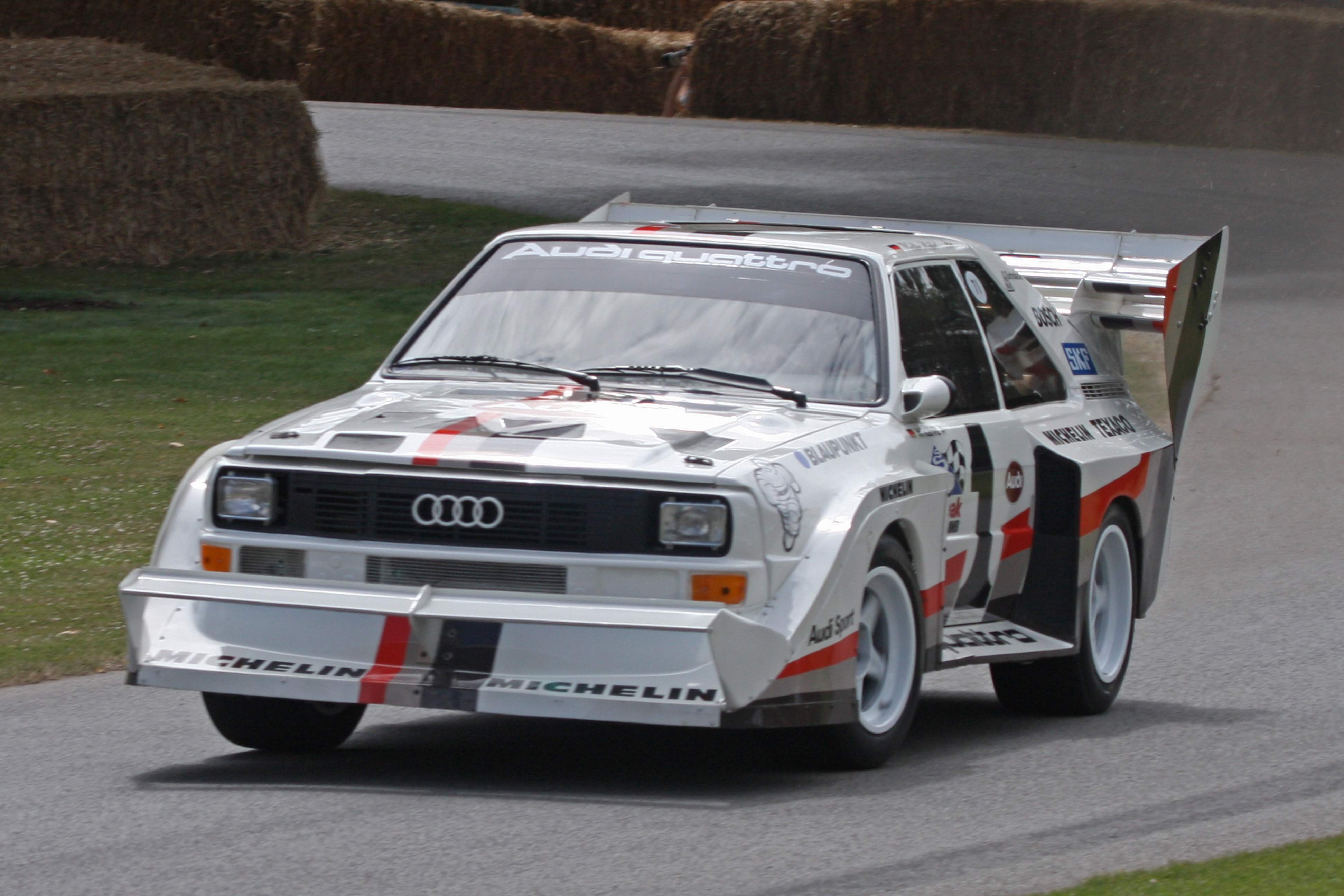
Audi Quattro S1 de 1987, con alerones especiales para Pikes Peak International Hill Climb, en el Festival de Velocidad de Goodwood

Un alerón (también denominado en ocasiones con la palabra inglesa spoiler o con su forma adaptada al español espóiler) es un dispositivo de la aerodinámica del automóvil cuya función es reducir el efecto desfavorable del flujo de aire alrededor de la carrocería de un vehículo en movimiento, generalmente descrito como turbulencia o arrastre. Los alerones colocados en la parte delantera de un vehículo a menudo se denominan deflectores. Se suelen instalar en automóviles de competición y en deportivos de alto rendimiento, aunque también se han vuelto comunes en bastantes vehículos de pasajeros. Algunos alerones se agregan a los automóviles principalmente con fines de estilo, y tienen pocos beneficios aerodinámicos o incluso empeoran la aerodinámica.
El término "alerón" a menudo se usa erróneamente de manera intercambiable con "ala". Un ala en un automóvil es un dispositivo cuyo diseño previsto es generar carga aerodinámica a medida que el aire pasa a su alrededor, no simplemente modular los patrones de flujo de aire. En lugar de disminuir la resistencia al flujo de aire, las alas de los automóviles en realidad la aumentan.

## Funcionamiento

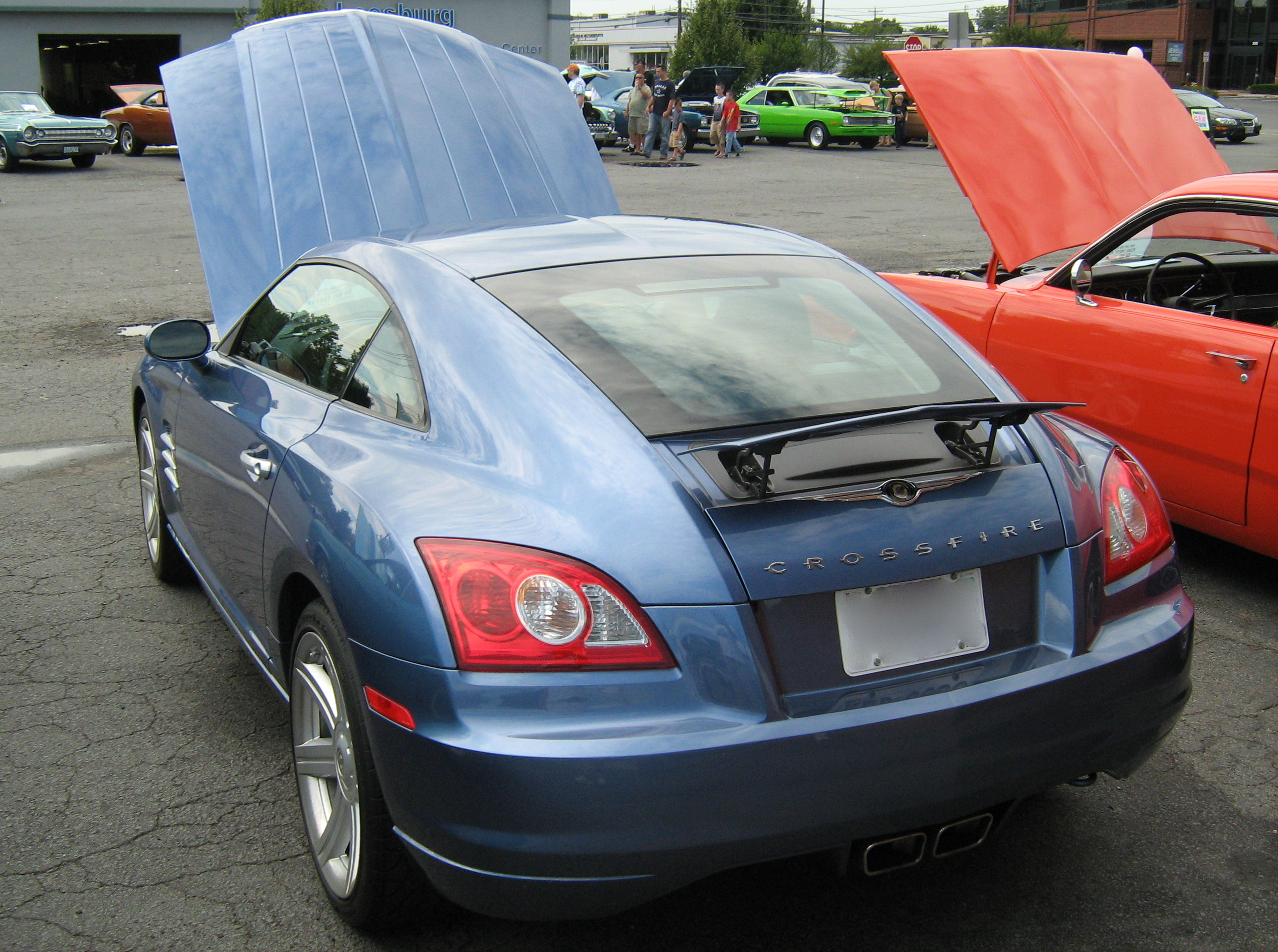
Alerón retráctil de un Chrysler Crossfire

Dado que alerón es un término que describe un elemento aerodinámico por el uso que se hace de él, su funcionamiento depende del efecto particular que se intenta mejorar. Las funciones más comunes incluyen interrumpir algún tipo de flujo de aire que pasa sobre y alrededor de un vehículo en movimiento. Un alerón común difunde el aire aumentando la cantidad de turbulencia que fluye sobre la forma, prolongando la zona de flujo laminar y proporcionando un colchón para mantener la capa límite. Sin embargo, otros tipos de flujo de aire pueden requerir que el elerón funcione de manera diferente y adopte características físicas muy diferentes.

## En coches de carreras
Mientras una objeto viaja a velocidades crecientes, el aire del entorno afecta a su movimiento. Los alerones en las carreras se utilizan en combinación con otras características de la carrocería o del chasis de los automóviles de carreras para cambiar las características de conducción que se ven afectadas por el aire que fluye alrededor.
A menudo, estos dispositivos están diseñados para ser altamente ajustables, con el fin de satisfacer las necesidades de las carreras en una pista determinada o para adaptarse a los talentos de un piloto en particular, con el objetivo general de alcanzar tiempos más rápidos.

## Vehículos de pasajeros

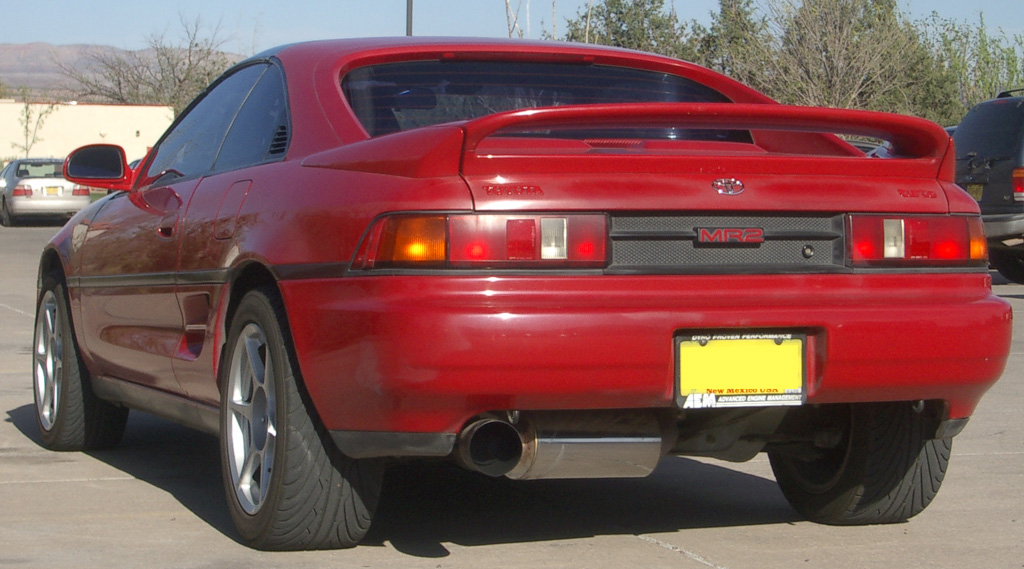
Toyota MR2 con un alerón trasero de fábrica

El objetivo de muchos alerones utilizados en vehículos de pasajeros es reducir la resistencia y aumentar la eficiencia del consumo de combustible. Pueden estar equipados con alerones delanteros y traseros. Los alerones delanteros, que se encuentran debajo del parachoques, se utilizan principalmente para disminuir la cantidad de aire que pasa por debajo del vehículo, con el fin de reducir el coeficiente de arrastre y la elevación.
Los coches deportivos se ven más comúnmente con alerones delanteros y traseros. Aunque estos vehículos suelen tener un chasis más rígido y una suspensión más rígida para mejorar su maniobrabilidad a alta velocidad, añadir un alerón puede ser beneficioso. Esto se debe a que muchos vehículos tienen un ángulo descendente bastante pronunciado que va desde el borde trasero del techo hasta el maletero o la cola del automóvil, lo que puede causar la separación del flujo de aire, que se vuelve turbulento y se crea una zona de baja presión, aumentando la resistencia y la inestabilidad (véase principio de Bernoulli). También se agrega a veces un alerón trasero para hacer que el aire recorra una pendiente más suave desde el techo al alerón, lo que ayuda a retrasar la separación del flujo y la presión más alta en la parte delantera del alerón puede ayudar a reducir la elevación del automóvil al crear una carga aerodinámica. Este efecto puede reducir la resistencia en ciertos casos y generalmente aumentará la estabilidad a alta velocidad debido a la reducción de la elevación trasera.
Debido a su asociación con las carreras, gran parte de los consumidores suelen considerar que los alerones son propios de vehículos "deportivos". Sin embargo, "los alerones que se encuentran en los modelos más exclusivos rara vez brindan un beneficio aerodinámico adicional".

### Materiales

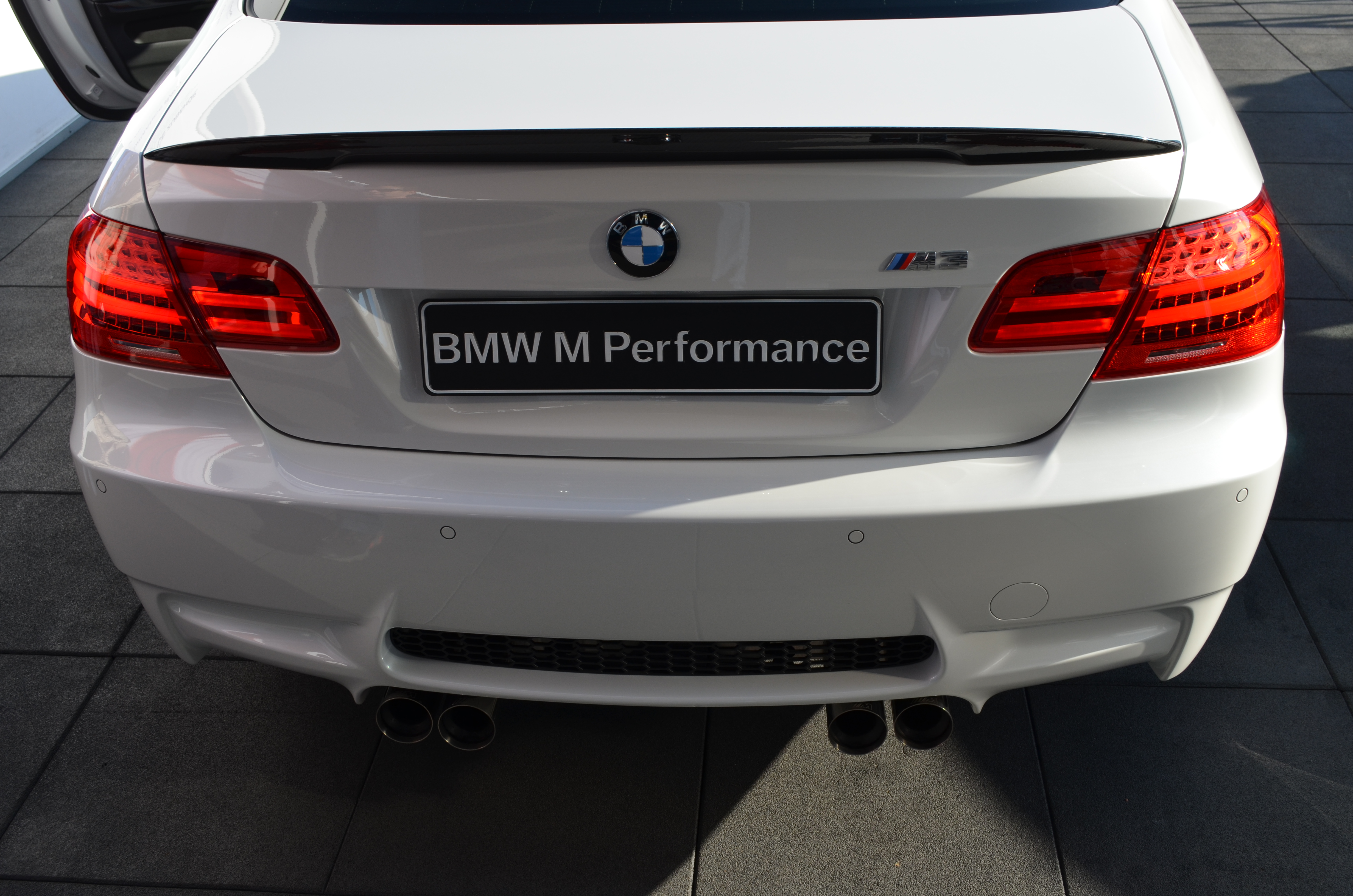
BMW E92 M3 Cupé con alerón trasero (negro) de polímero reforzado con fibra de carbono

Los alerones generalmente están hechos de materiales livianos a base de polímeros, que incluyen:
- Acrilonitrilo butadieno estireno: la mayoría de los fabricantes de equipo original producen alerones fundiendo acrilonitrilo butadieno estireno con varios aditivos, generalmente rellenos granulares, que introducen rigidez en este material económico. La fragilidad es una de las principales desventajas del plástico, que aumenta con la edad del producto y es causada por la evaporación de los disolventes volátiles.
- Plástico reforzado con vidrio: se utiliza mucho en la producción de accesorios debido a su bajo costo. Los alerones reforzados con fibra de vidrio consisten en una tela de plástico reforzado con vidrio infiltrada con una resina termoendurecible, como resina epoxi. La fibra de vidrio es lo suficientemente duradera y moldeable, pero se ha vuelto poco rentable para la producción a gran escala debido a la mano de obra que requiere.
- Silicona: más recientemente, muchos fabricantes de accesorios para automóviles están utilizando polímeros orgánicos de silicio. El principal beneficio de este material es su elevada plasticidad. La silicona posee características térmicas muy elevadas y prolonga la vida útil del producto.
- Polímero reforzado con fibra de carbono: la fibra de carbono es ligera y duradera, pero también cara. Debido a la gran cantidad de trabajo manual que requiere, la producción a gran escala no puede utilizar ampliamente la fibra de carbono en las piezas de automóviles en la actualidad.

### Otros tipos de alerones comunes
- Alerones delanteros: un alerón delantero (deflector de aire) está colocado por debajo o integrado con el parachoques delantero. En las carreras, se utiliza para controlar la dinámica de conducción relacionada con el aire situado por delante del vehículo. Permite mejorar el coeficiente de arrastre de la carrocería a alta velocidad o para generar carga aerodinámica. En los vehículos de pasajeros, el enfoque se centra más en dirigir el flujo de aire hacia la bahía del motor para mejorar su refrigeración.
- Alerón de plataforma en los pickup: se fija solo a la parte superior de los rieles del vehículo situados por encima de los bordes laterales de la caja, cerca de la parte trasera. Usado con una funda de la plataforma, este alerón está diseñado para reducir la pendiente pronunciada que el portón trasero presenta al paso del aire.
- Alerón de la cabina de la camioneta: tiene el mismo propósito que el anterior, excepto que se enfoca en el escalón existente entre el techo de la cabina de una camioneta y la plataforma de carga.

## Alerones activos

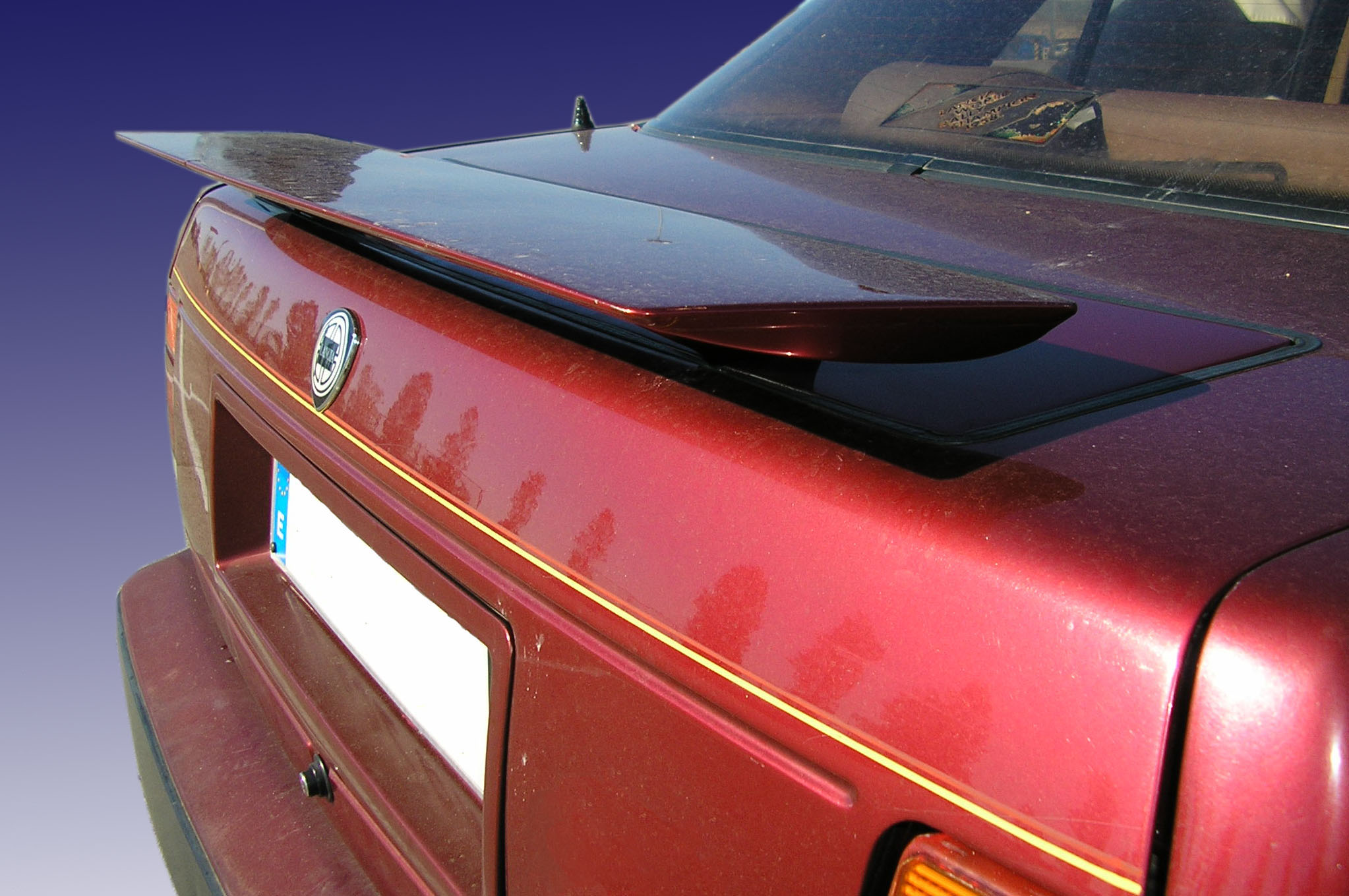
Alerón trasero de un Lancia Thema 8.32 accionado eléctricamente

Un alerón activo es aquel que se ajusta dinámicamente mientras el vehículo está en marcha en función de las condiciones detectadas, cambiando el efecto de laminación, la intensidad u otra característica de rendimiento. Se encuentra con mayor frecuencia en coches deportivos, y su forma más común es un alerón trasero que se retrae y se esconde parcial o completamente en la parte trasera del vehículo, y que se extiende hacia arriba cuando el vehículo excede una velocidad específica. También se han utilizado alerones delanteros activos en ciertos modelos, en los que el alerón o el deflector de aire se extienden más hacia abajo para reducir la resistencia aerodinámica a alta velocidad. En la mayoría de los casos, el despliegue del alerón se logra con un motor eléctrico controlado automáticamente por la computadora a bordo u otros dispositivos electrónicos, generalmente en función de la velocidad del vehículo, la configuración del conductor u otros datos de entrada. A menudo, el conductor puede desplegar manualmente el dispositivo si lo desea, pero es posible que no pueda retraerlo por encima de una cierta velocidad, porque al hacerlo podría disminuir peligrosamente las condiciones de conducción del vehículo a alta velocidad.
Los alerones activos pueden ofrecer beneficios adicionales con respecto a los fijos. Estéticamente, pueden permitir una apariencia más limpia o menos desordenada cuando el vehículo está estacionado o viajando a bajas velocidades, cuando es más probable que se pueda ver. Un alerón que se esconde puede resultar atractivo para los diseñadores de vehículos que buscan mejorar la aerodinámica a alta velocidad de un modelo icónico o reconocible (por ejemplo, el Porsche 911 o el Audi TT), sin cambiar drásticamente su apariencia. Ocultar un alerón a bajas velocidades también puede mejorar la aerodinámica. A bajas velocidades, un alerón fijo puede aumentar la resistencia, pero hace poco para mejorar la conducción del vehículo debido a que tiene poco flujo de aire sobre él. Un alerón delantero retráctil puede reducir el roce del automóvil con los bordillos u otras imperfecciones de la carretera, al mismo tiempo que reduce la resistencia a altas velocidades.
Los ventiladores motorizados, como en el caso de los vehículos construidos por [Chaparral Cars], generan un efecto equivalente al de los alerones al aumentar la carga aerodinámica, y por lo tanto, la tracción y las condiciones de conducción del vehículo. El uso de ventiladores para alterar la aerodinámica de los vehículos sigue siendo un campo de investigación activo.

## Otros tipos de alerones
Los vehículos pesados, como los camiones articulados, también pueden tener un alerón deflector en la parte superior de la cabina para disminuir el arrastre causado por la resistencia del aire del remolque, que puede ser más alto que la cabina y alterar  la aerodinámica del vehículo drásticamente sin el uso de este alerón. Las remolques también pueden equiparse con alerones laterales que se inclinan hacia afuera para desviar el aire de forma que pase lejos de las ruedas del eje trasero.
Algunos coches de carreras modernos emplean un deflector pasivo denominado alerón de techo. La carrocería del automóvil está diseñada para generar carga aerodinámica mientras se conduce hacia adelante. Estos elementos de techo se despliegan cuando la carrocería del automóvil ha girado debido a un accidente a gran velocidad y circula hacia atrás, una situación en la que el diseño de la carrocería generaría un efecto de elevación. Las solapas se despliegan porque están empotradas en unos bolsillos situados en el techo. La baja presión sobre estos bolsillos hará que los alerones se desplieguen y contrarresten parte de la sustentación generada por el automóvil, haciéndolo más resistente a perder el contacto con la pista. Estos dispositivos se introdujeron en 1994 en la NASCAR tras el accidente de Rusty Wallace en Talladega.

## Cola de ballena

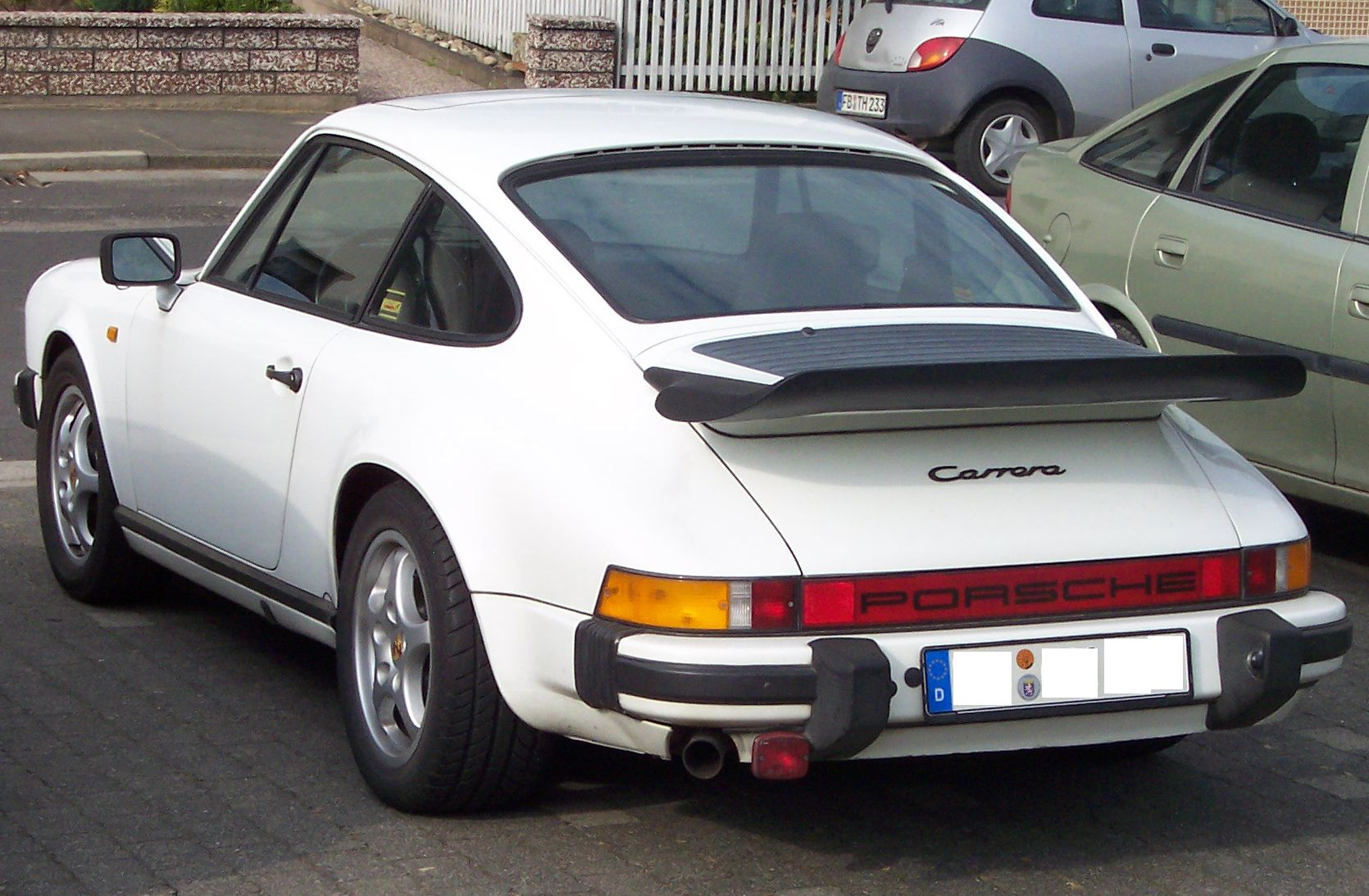
Cola de ballena original introducida en 1975 en el Porsche 930 turbo con motor de 3.0 litros

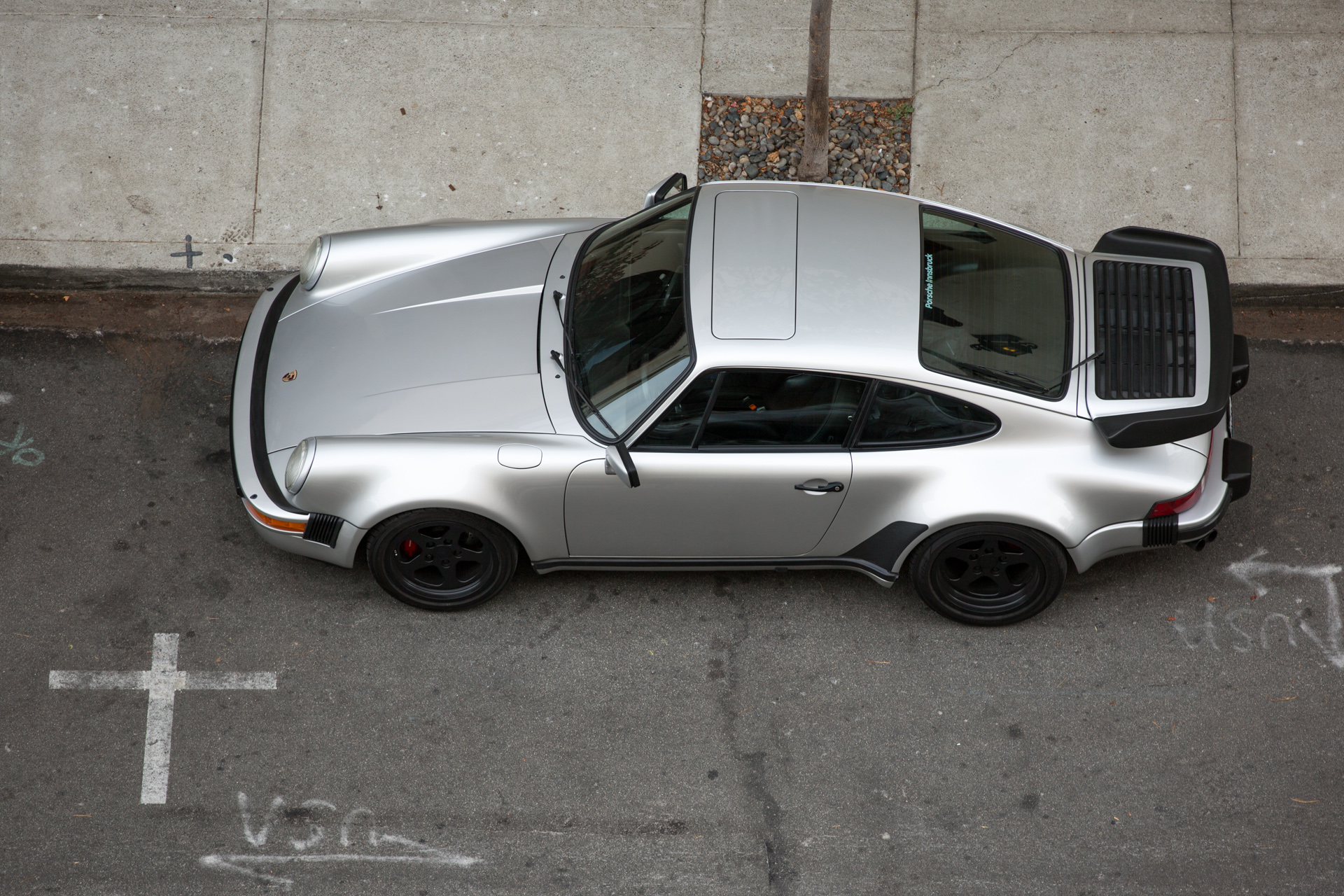
Alerón en forma de bandeja de té, con un borde levantado a lo largo de todo su perímetro exterior al vehículo

Cuando el Porsche 911 debutó en agosto de 1974, con sus grandes alerones traseros redondeados, inmediatamente se les denominó colas de ballena. Diseñado para reducir la elevación de la parte trasera y así evitar el sobreviraje del automóvil a altas velocidades, se pensó que los bordes de goma de los alerones de cola de ballena eran menos "agresivos para los peatones". El Turbo con su cola de ballena se hizo muy popular. También se convirtió en uno de los autos deportivos más reconocidos del mundo, y permaneció en producción durante las dos décadas siguientes de una forma u otra, con más de 23.000 unidades vendidas en 1989, aunque a partir de 1978, el alerón trasero fue rediseñado y apodado 'teatray' (bandeja de té) debido a sus lados elevados. Las colas de ballena del Porsche 911 se utilizaron junto con un deflector delantero adjunto al panel frontal, que, según algunas fuentes, no mejoró la estabilidad aerodinámica. Se ha descubierto que es menos eficaz para multiplicar la carga aerodinámica que tecnologías más nuevas como el perfil alar, un "alerón trasero que atraviesa la base de la ventana del portón trasero", o "un alerón controlado electrónicamente que se despliega a aproximadamente 50 millas por hora (80,5 km/h)".

### Historia

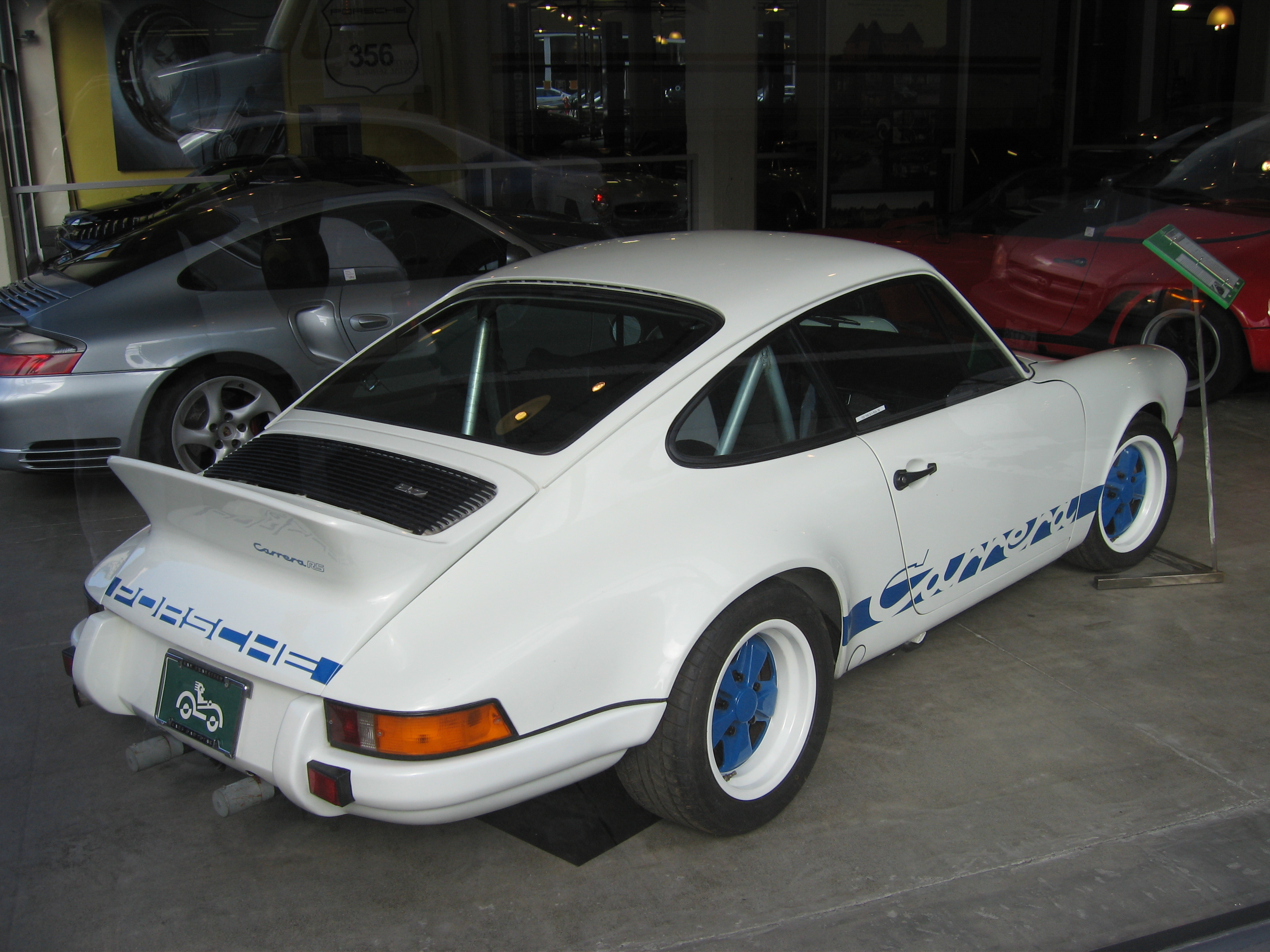
Cola de pato en un Porsche 911 Carrera RS de 1973

La cola de ballena vino inmediatamente después de la "cola de pato" (o "Bürzel" en alemán) lanzada en 1973 (como parte del Programa-E), un alerón trasero más pequeño y menos ensanchado instalado en el 911 Carrera RS (que significa "Rennsport" 'o "deportivo de carreras" en alemán), opcional fuera de Alemania. La cola de ballena se diseñó originalmente para los coches de carreras Porsche 930 y Porsche 935 en 1973, y se introdujo en el Turbo en 1974 (como parte del Programa-H); y se convirtió en una opción en los Carrera sin turbo desde 1975. Ambos tipos de alerones fueron diseñados mientras el Dr. Ernst Fuhrmann trabajaba como Director Técnico de Porsche AG. En 1976, también se introdujo un deflector delantero de goma para conformar un alerón más efectivo. En 1978, Porsche introdujo otro diseño para el alerón trasero, la "bandeja de té", con una forma más cuadrada que acomodaba el intercambiador de calor, y que también era una opción para el 911SC.
Estos alerones de cola de ballena del Porsche 911 se popularizaron como un elemento de moda, y el término se ha utilizado para referirse a grandes alerones traseros en varios automóviles, incluidos el Ford Sierra RS, Focus, el Chevrolet Camaro de tercera generación, o el Saab 900.

## Otros vehículos

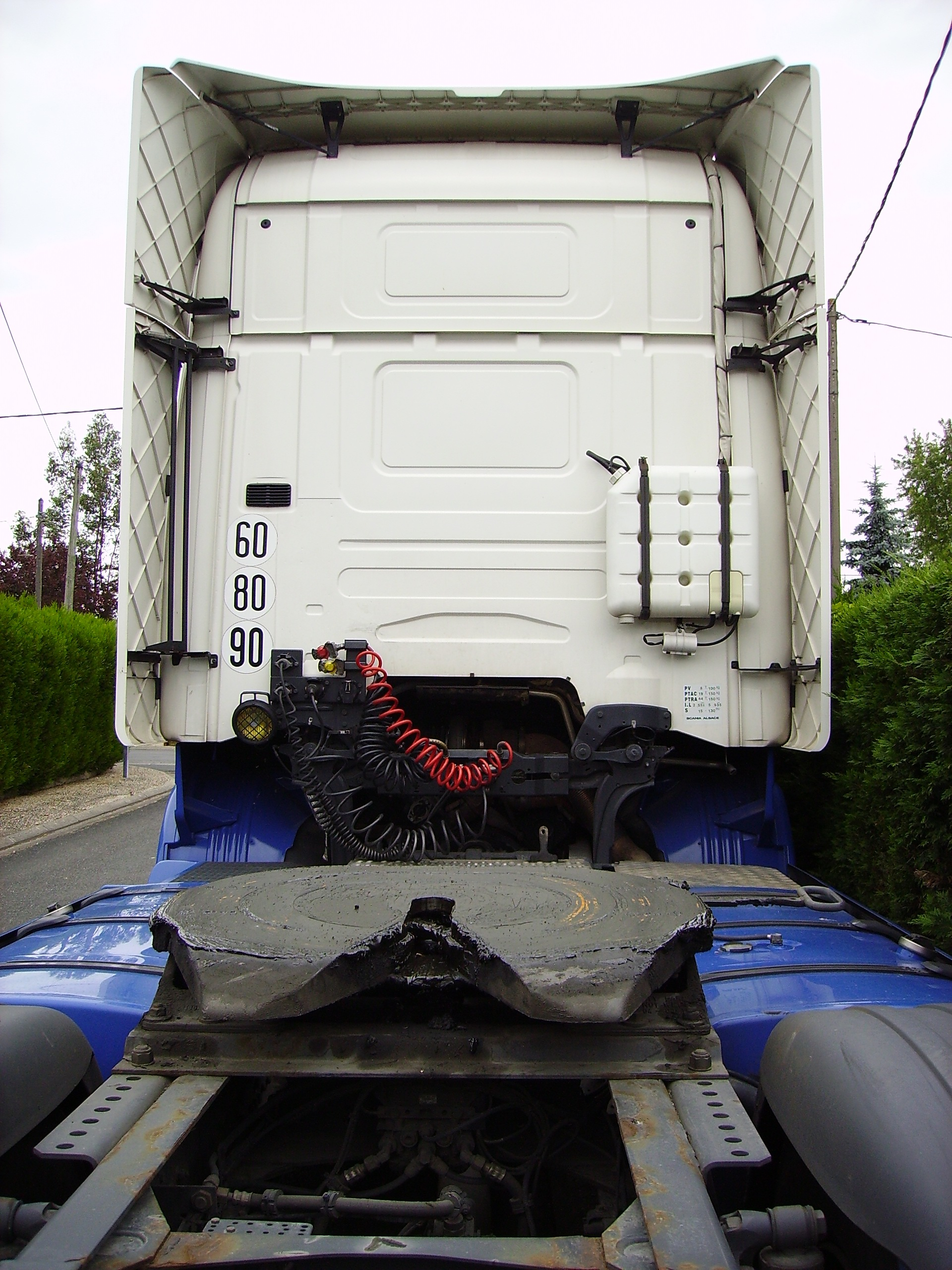
Un camión Scania visto desde atrás. Se pueden observar los alerones en la parte superior y los laterales de la cabina.

Los alerones de cola de ballena también aparecen en la parte trasera de triciclos, camiones, lanchas motoras y otros vehículos.
Los trenes pueden usar alerones para incrementar la resistencia al paso del aire (como un freno aerodinámico). Un prototipo del tren japonés de alta velocidad Shinkansen, el Fastech 360, está concebido para alcanzar velocidades de 400 kilómetros por hora (250 mph). Su morro está diseñado específicamente para optimizar el efecto del flujo de aire asociado con el paso por los túneles, y puede desplegar unas 'orejas' que actúan para reducir la velocidad del tren en caso de emergencia, aumentando su resistencia aerodinámica.

## Galería

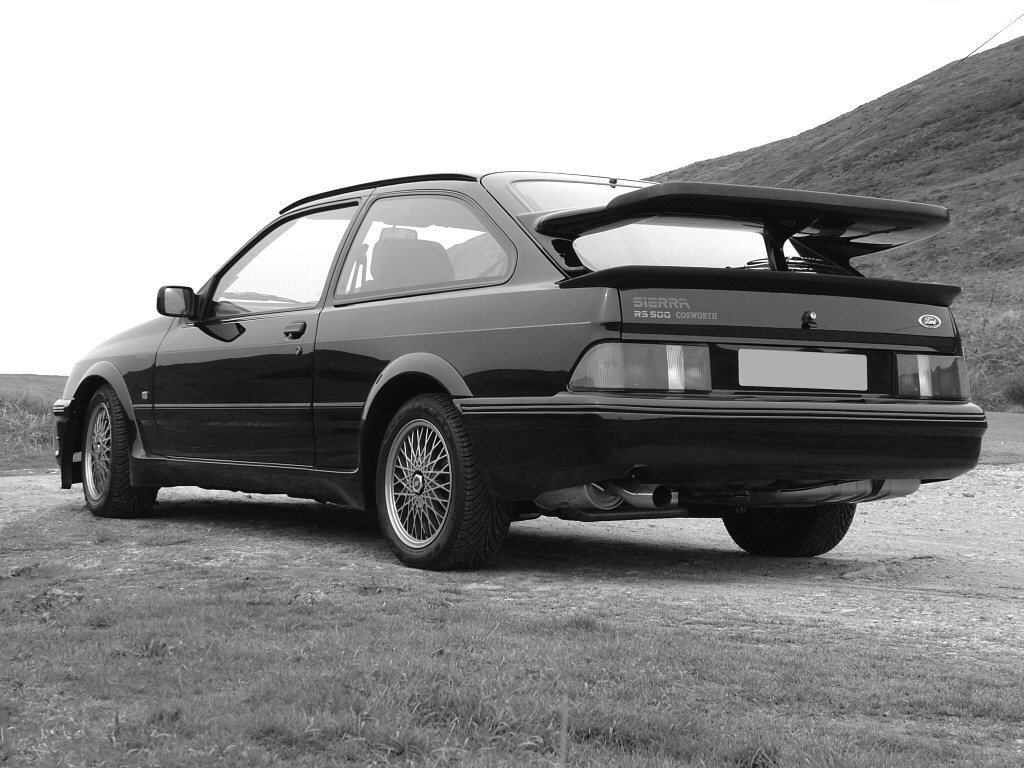
Ford Sierra RS Cosworth con alerón trasero de fábrica
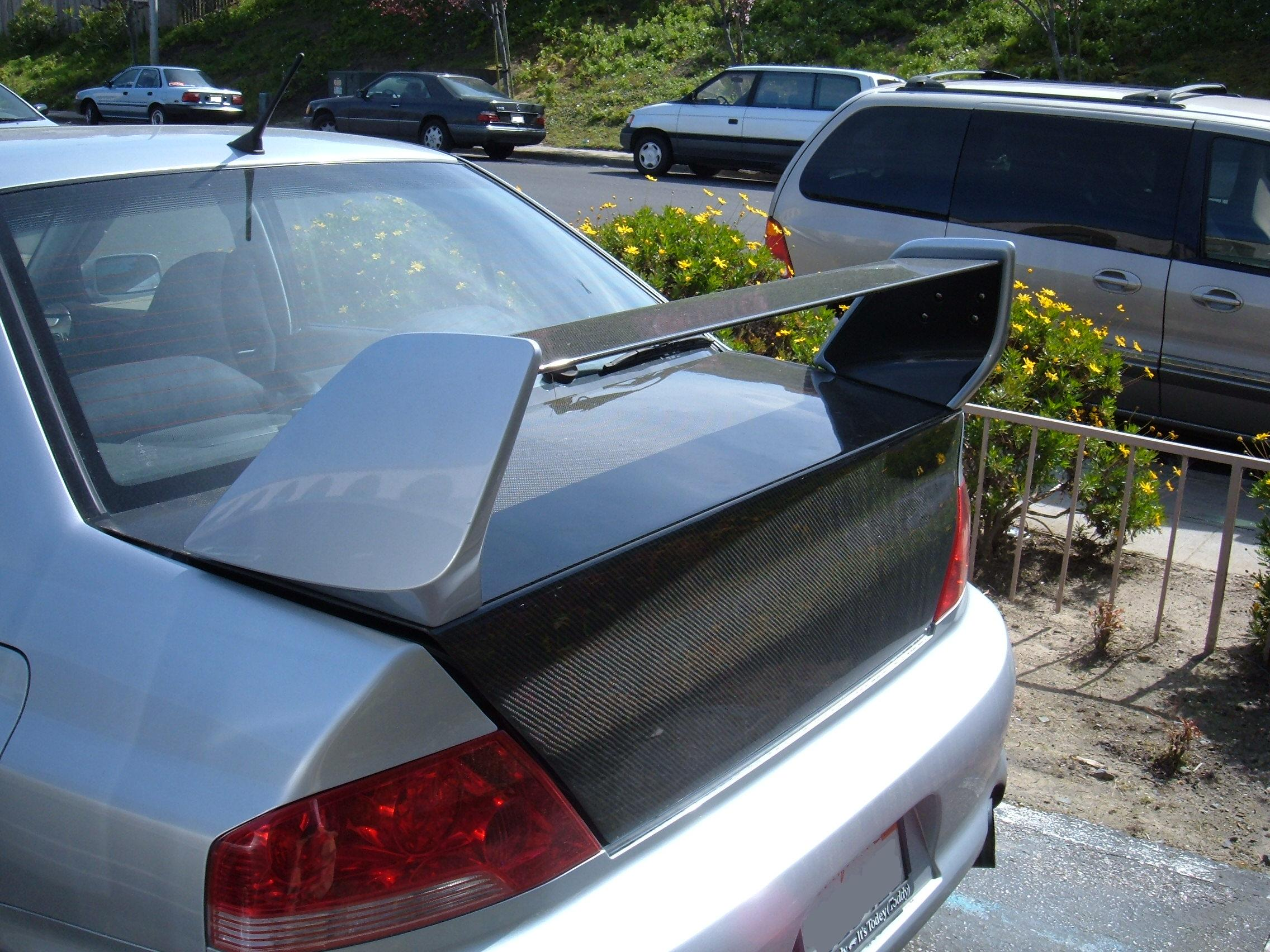
Alerón de un Mitsubishi Lancer Evolution
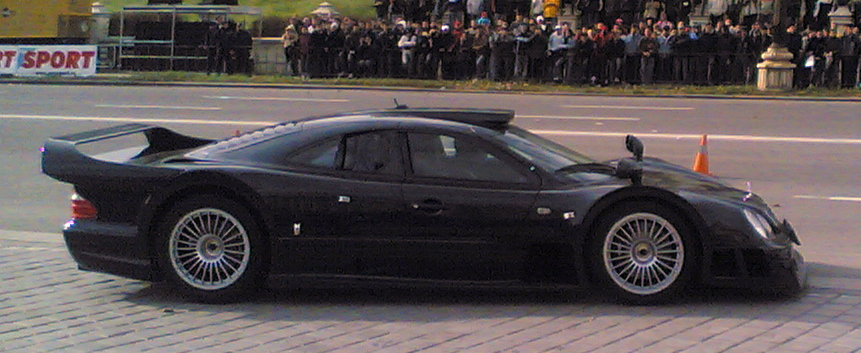
Mercedes-Benz CLK GTR
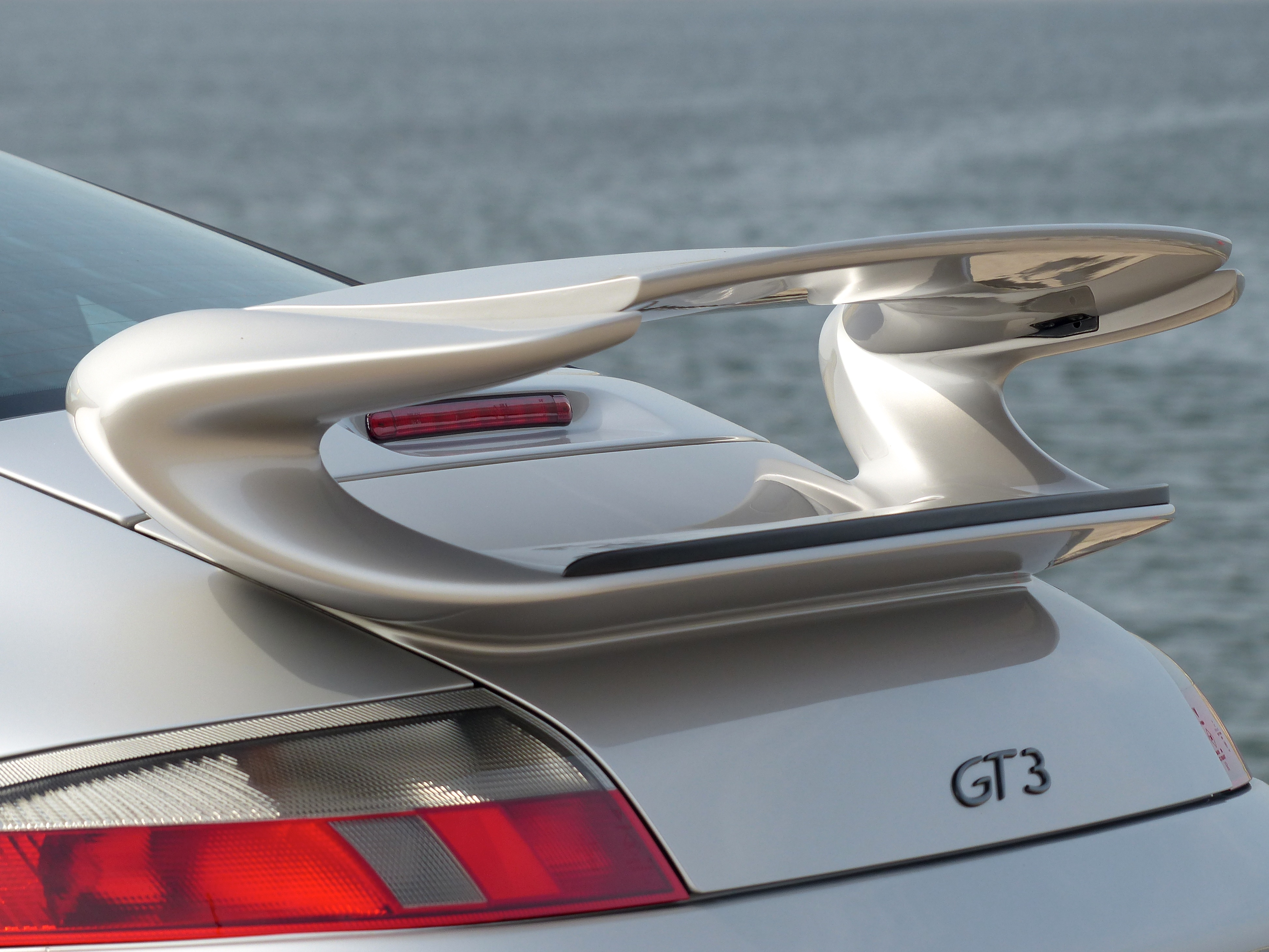
Porsche 996 GT3
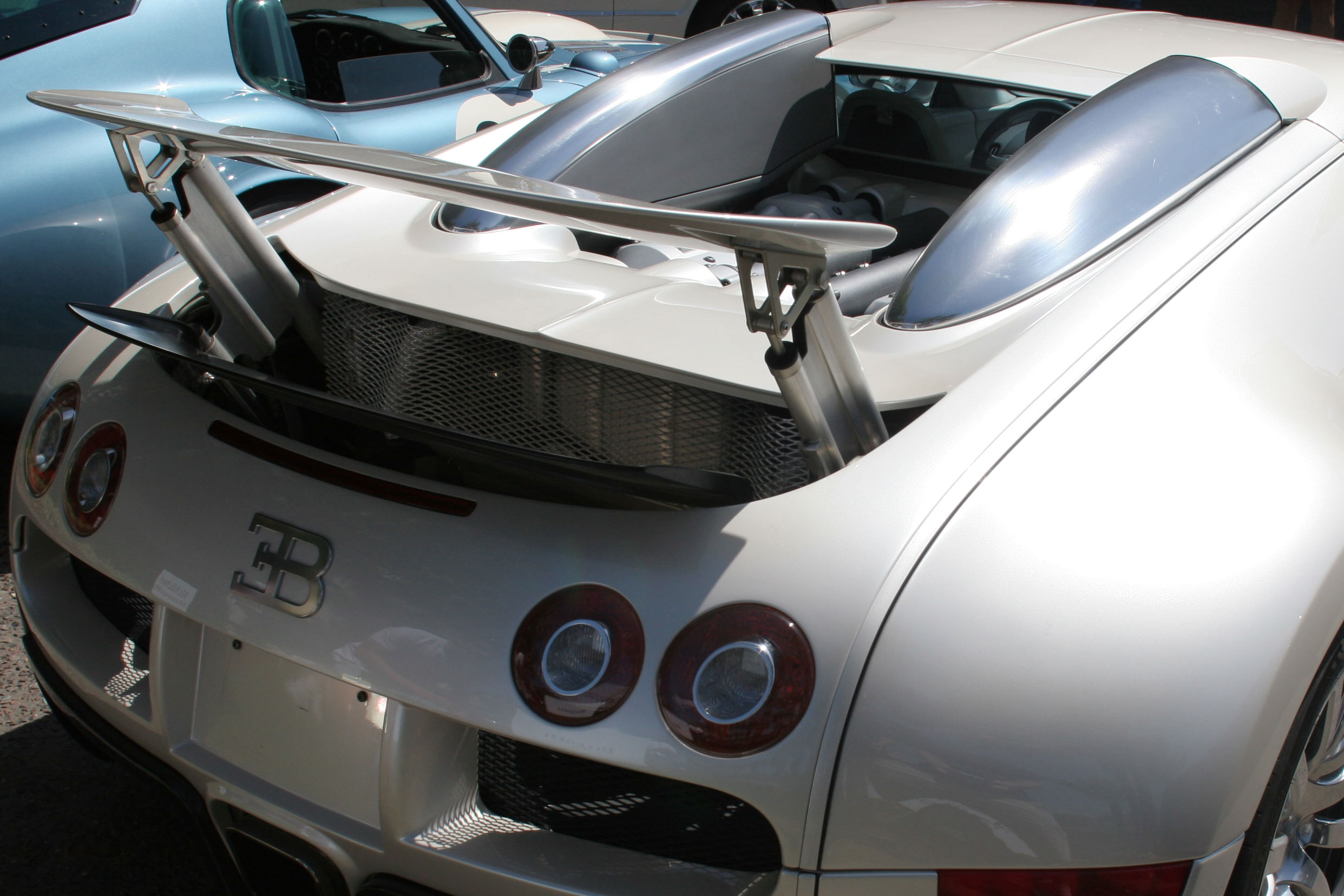
Alerón retráctil de un Bugatti Veyron
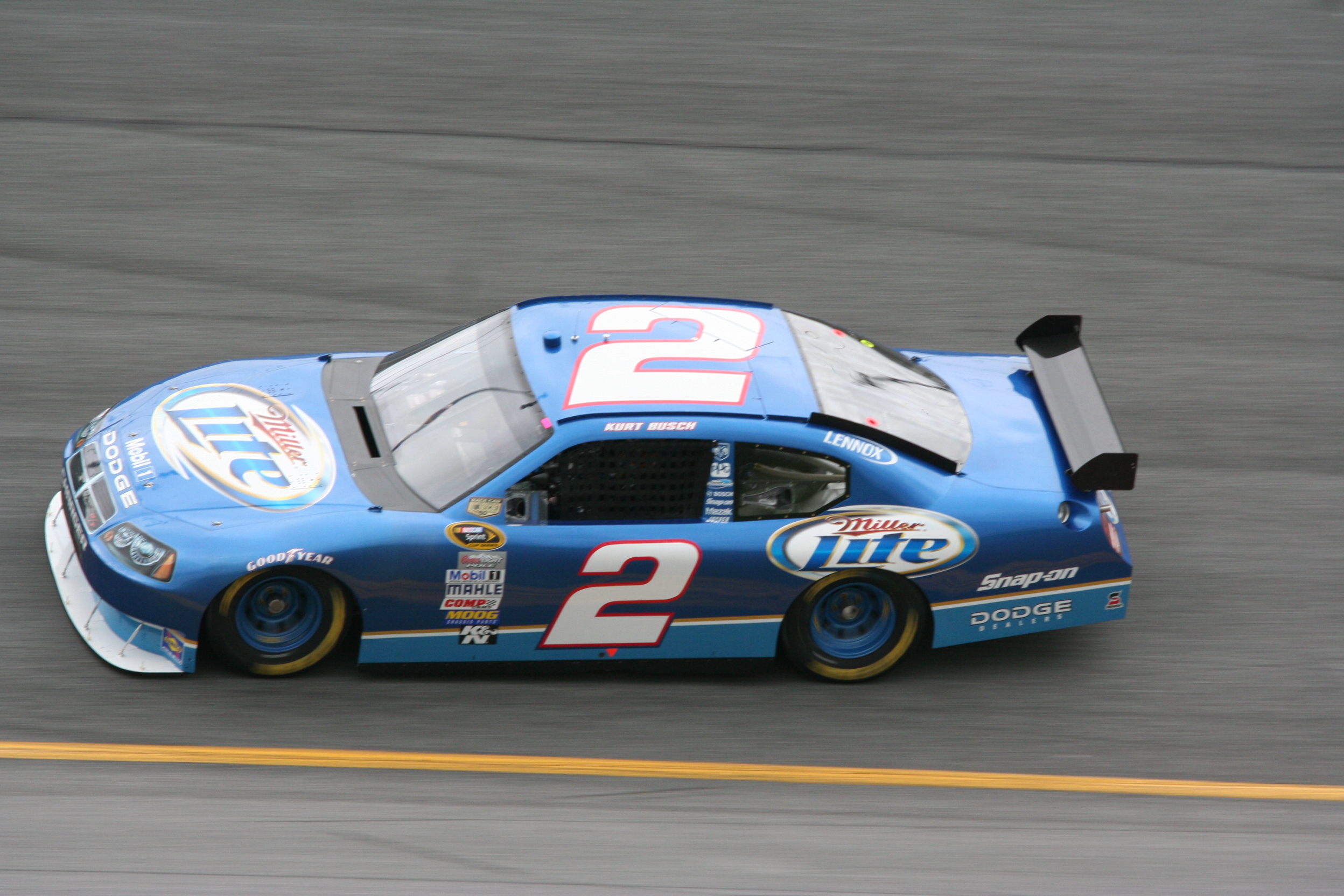
Dodge Charger de la NASCAR